# Handball-Afrikameisterschaft der Männer 1979
Die 3. Handball-Afrikameisterschaft der Männer wurde zwischen dem 20. und dem 31. Juli 1979 in der kongolesischen Hauptstadt Brazzaville durch die Confédération Africaine de Handball (CAHB) ausgerichtet. Acht Mannschaften waren für die Endrunde qualifiziert. Tunesien gewann auch das Turnier nach 1974 und 1976; auf den Medaillenrängen platzierten sich außerdem Ägypten und der Drittplatzierten Algerien. Vierter wurde die Mannschaft des Gastgebers, der Volksrepublik Kongo, vor Kamerun auf dem fünften und Togo auf dem sechsten Rang. Dahinter folgten die Elfenbeinküste und Nigeria auf den Plätzen 7 und 8.
Mit dem Erfolg qualifizierte sich Tunesien sportlich für das olympische Handballturnier 1980 in Moskau; da das Land neben 63 weiteren Nationen die Spiele jedoch boykottierte, trat Algerien als Vertreter Afrikas bei dem Turnier an.
| Platzierung | Mannschaft                     | Resultate                                                                                               |
| ----------- | ------------------------------ | --- |
| 1.          | Tunesien, Titelverteidiger     | Im Finale der Afrikameisterschaft bezwang die Mannschaft Tunesiens Ägypten mit 21:17.                   |
| 2.          | Ägypten                        | Im Finale der Afrikameisterschaft bezwang die Mannschaft Tunesiens Ägypten mit 21:17.                   |
| 3.          | Algerien                       | Im Spiel um Platz 3 besiegte die algerische Mannschaft den Gastgeber der Volksrepublik Kongo mit 26:24. |
| 4.          | Volksrepublik Kongo, Gastgeber | Im Spiel um Platz 3 besiegte die algerische Mannschaft den Gastgeber der Volksrepublik Kongo mit 26:24. |
| 5.          | Kamerun                        | |
| 6.          | Togo                           | |
| 7.          | Elfenbeinküste                 | |
| 8.          | Nigeria                        | |